# Vit astrakan
Vit astrakan är en äppelsort.

Vit astrakan (litografi av målning av Henriette Sjöberg (1842–1915)).

Denna äpplesorts historia är oklar. Det har hävdats 
- att sorten är har uppkommit i Sverige av kärnor från Ryssland
- att sorten är rysk
- att sorten är identisk med en äpplesort beskriven år 1653.

Trädet blommar tidigt med stora vita blommor. Skalet är tunt, grundfärgen är vitgul till vitgrön med en strimmig röd täckfärg på solsidan. Stjälken är 10-15 mm lång. Äpplet har ett stort brett lökformigt kärnhus. Äpplet har en kraftig angenäm lukt. Fruktköttet är mycket saftigt. Hållbarheten är kort. Sorten blir snabbt mjölig. Typisk storlek höjd 75 mm, bredd 85 mm. Många frukter blir dock små. Fruktköttet blir liksom andra astrakaner ibland klart. Skördas i slutet av augusti. Sorten är känslig för fruktträdskräfta, skorv och fruktmögel. Mycket vanligt förekommande i Sverige under 1800-talet. Självsterilitetsgener S3S11.